# Monoloyalität
Mit Monoloyalität umschreibt man das Verhalten, immer das gleiche Produkt zu kaufen, ohne die Option in Betracht zu ziehen, andere, vielleicht bessere Produkte zu erwerben. Man verhält sich also loyal gegenüber einem Produkt.

## Dual- oder Multiloyalität
Als dual- oder multiloyal bezeichnet man in der Betriebswirtschaftslehre das Verhalten, eine begrenzte Anzahl von Produkten abwechselnd zu erwerben, ohne sich damit auseinanderzusetzen, wie viele andere, vielleicht bessere oder billigere Produkte, auf dem Markt existieren. Getrieben wird die Loyalität durch eine Risikoaversion, die oftmals fest in der Persönlichkeit verankert ist. Ein der Risikoaversion zuwiderlaufendes Bedürfnis ist die Abwechslungsappetenz.
Im Kaufverhalten besteht in der Regel eine Dualität von Risikoaversion und dem Bedürfnis nach Abwechslung.

## Zero-Order
Zero-Order ist die Kategorie von Käufern, die sich aufgrund sehr unstetigen Verhaltens in keine Kategorie einteilen lassen.

## Variety Seeking
Mit Variety Seeking bezeichnet man das zeitliche Hybridverhalten aus Monoloyalität und Zero-Order-Verhalten, also das Verhalten des Käufers, sich eine Zeit lang monoloyal gegenüber einem Produkt zu verhalten, später zu einem Zero-Order-Käufer zu werden, um dann nach einiger Zeit wieder monoloyal zu sein.